# 米洛斯拉夫斯科耶 (梁赞州)
米洛斯拉夫斯科耶（羅馬化：Miloslavskoye）是俄罗斯梁赞州的市级镇、米洛斯拉夫斯科耶区行政中心及规模最大聚居地，地处梁赞州西南部，位于伏尔加河流域奥卡河一支流莫克拉亚波洛捷布尼亚河（Мокрая Полотебня）河畔，在州府梁赞西南方，靠近梁赞州与利佩茨克州的州界。镇内设有同名铁路车站。
该地2022年人口有4,061人；2010年人口4,478；2002年人口4,813；1989年人口4,995。